# Maurits von Martels

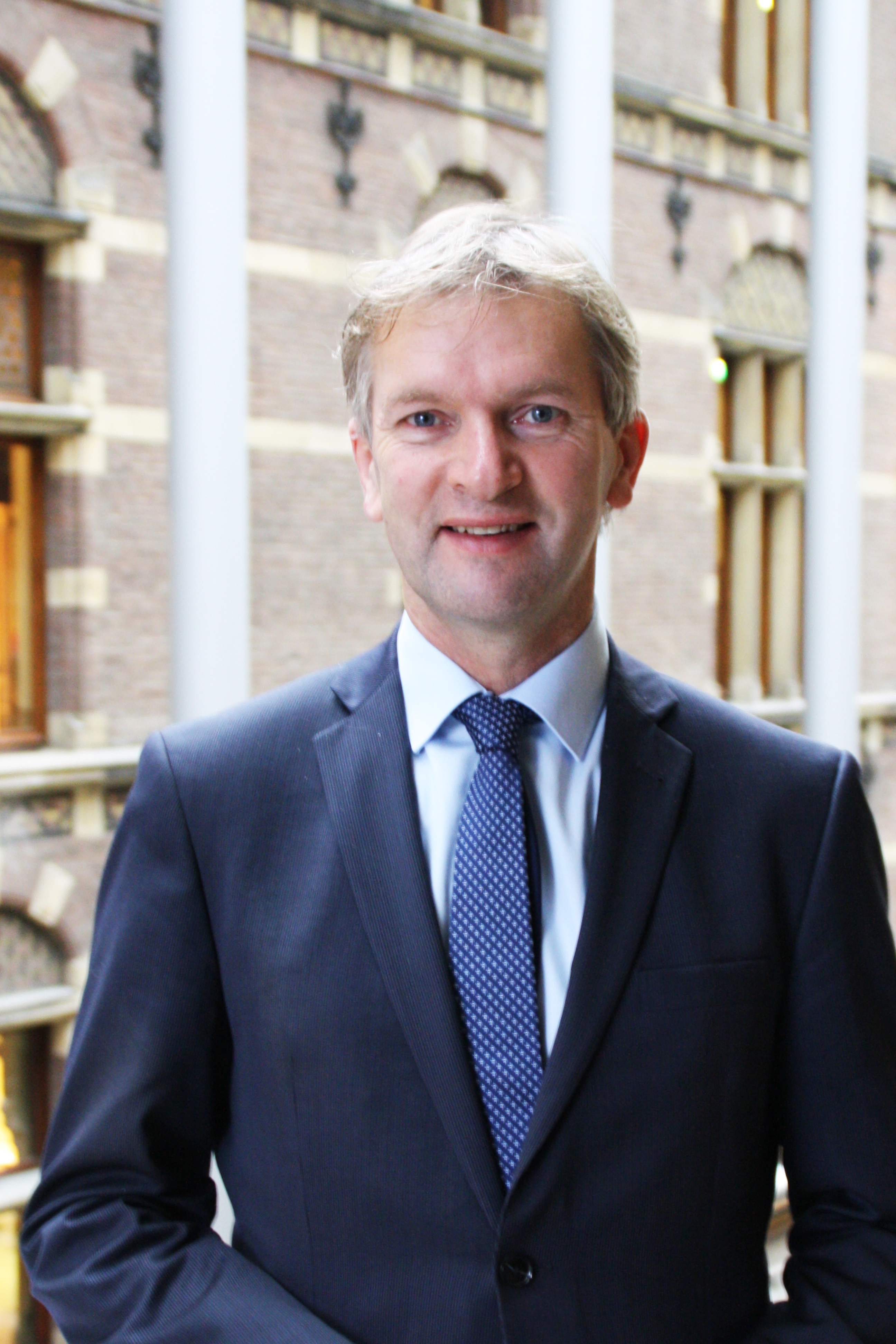

Maurits von Martels (nascido em 1960) é um político holandês. Desde 2017, ele é MP pelo Apelo Democrata-Cristão (CDA).